# Pierre Delaunay (peintre)
Pour les articles homonymes, voir Pierre Delaunay et Delaunay.
Pierre Delaunay, né le 8 août 1870 à Champtocé-sur-Loire et mort le 7 juin 1915 lors de la bataille à Hébuterne, est un peintre paysagiste français.

## Biographie
Pierre Delaunay est né à Champtocé-sur-Loire le 8 août 1870. À 15 ans, il est apprenti chez un peintre décorateur.
Élève de Léon Bonnat et de Henri Harpignies, il expose au Salon des indépendants mais, en 1915, il s'engage dans l'armée.
Il est tué le 7 juin 1915 lors de la bataille d'Hébuterne,.
De fin août au 20 septembre 2015 a eu lieu une exposition au Musée des beaux-arts d'Angers avec exposition de 68 dessins et 14 peintures de Pierre Delaunay,.